# Corpus separatum
Corpus separatum je latinski izraz, ki pomeni mesto ali regijo s posebnim pravnim ali političnim statusom, drugačnim od njegove okolice. Suverenost corpus separatum ni dovolj velika, da bi imela mesto ali regija status mestne države. Izraz se najpogosteje nanaša na:
- Corpus separatum (Jeruzalem), ustanovljen na predlog Združenih narodov leta  1947
- Corpus separatum (Reka), zgodovinski status pristanišča Reka od leta  1776 do 1918
- Pordenone, corpus separatum od leta 1378 do 1514
- Novi Pazar, corpus separatum od leta  1878 do 1912